# Barış Odabaş
Barış Odabaş (deutsch Baris Odabas; * 21. Februar 1991 in Frankfurt am Main) ist ein deutsch-türkischer Fußballspieler.

## Karriere
Barış Odabaş begann mit dem Fußball in der Jugend des SV Viktoria Preußen 07 Frankfurt. Nachdem er in der Jugend auch für Eintracht Frankfurt und den SV Darmstadt 98 gespielt hatte, ging er in die Nachwuchsakademie der Offenbacher Kickers. Im Sommer 2010 wurde er, auch aus Altersgründen, in die zweite Mannschaft hochgezogen. Sein Debüt für die zweite Mannschaft, die in der viertklassigen Hessenliga spielt, gab er am 1. August 2010, als er am ersten Spieltag gegen den OSC Vellmar in der 80. Minute für Antonio Ljubic eingewechselt wurde. Am 7. August 2010, dem dritten Spieltag, gelang Odabaş auch sein erster Treffer für die zweite Mannschaft der Hessen, als er gegen den 1. FCA Darmstadt in der 56. Minute für Daniele Fiorentino eingewechselt wurde und in der 90. Minute einen Elfmeter zum 4:3-Siegtreffer verwandelte. Bis zum Ende der Saison standen insgesamt 23 Einsätze, in denen ihm drei Treffer sowie sechs Vorlagen gelangen. In der Saison 2011/12, nun auch Bestandteil der Profimannschaft, gab er sein Profidebüt, als er am ersten Spieltag (22. Juli 2011) der 3. Liga, gegen den 1. FC Heidenheim, Mitte der zweiten Halbzeit für Nicolas Feldhahn eingewechselt wurde. Im Sommer 2012 wechselte er nach Alzenau.
Im Sommer 2014 wechselte Odabaş in die türkische TFF 1. Lig zu Boluspor. Hier absolvierte er für die Profimannschaft lediglich zwei Pflichtspiele und wurde eher in der Reservemannschaft eingesetzt. Am Ende der Saison 2014/15 verließ er diesen Verein vorzeitig. Nachdem er bis August keinen Verein gefunden hatte, schloss sich Odabas dem Oberligisten Spvgg Oberrad an. Doch bereits im Winter folgte der Wechsel zum Regionalligisten FSV Optik Rathenow. Im Sommer 2016 schloss sich Odabas dem hessischen Verbandsligaaufsteiger Türk Gücü Friedberg an. Es folgten zahlreiche Kurzengagements bei unterklassigen Vereinen.